# Pavor diurnus
Der Pavor diurnus (lateinisch für Angst während des Tages; Syn.: „Tagangst“) ist ein plötzliches Erwachen aus dem Mittagsschlaf mit panikartigen Angstgefühlen. Dieses Phänomen tritt vor allem bei Kleinkindern auf. Symptomatik und Erklärung des Pavor diurnus entsprechen in etwa dem Pavor nocturnus, er ist aber nicht so häufig zu beobachten wie Letzterer.